# Radio Disney Music Awards de 2019
O Radio Disney Music Awards de 2019 (renomeado como ARDYs: A Radio Disney Music Celebration) foi realizado no dia 16 de junho de 2019 em Los Angeles, Califórnia, nos Estados Unidos. A cerimônia foi transmitida ao vivo, pela primeira vez, às 20:00 nos Estados Unidos, no Disney Channel e via DisneyNow.

## Performances
| Artista(s)                       | Canção(ões)                                                                    | Apresentado(s) por                                                    |
| -------------------------------- | ------------------------------------------------------------------------------ | --------------------------------------------------------------------- |
| Sofia Carson                     | Medley: "Hey Look Ma, I Made It" Boy with Luv" The Middle" Me!" Old Town Road" | —                                                                     |
| Meg Donelly Fetty Wap            | Medley: "Smile" "With You"                                                     | Katy Mixon                                                            |
| Jonas Brothers                   | "Cool"                                                                         | Sofia Carson                                                          |
| Avril Lavigne                    | Medley: "Sk8er Boi" Complicated" Head Above Water" Dumb Blonde"                | Olivia Holt Mckenna Grace                                             |
| Andy Grammer                     | "Don't Give Up on Me"                                                          | Sofia Carson                                                          |
| Tori Kelly                       | "Part of Your World"                                                           | Sofia Carson                                                          |
| Gaby Berett                      | Medley: "The Climb" "I Hope"                                                   | Madison Beer Tenille Arts                                             |
| lovelytheband                    | "These Are My Friends"                                                         | Dakota Lotus Ruby Rose Turner Albert Tsai Paxton Booth Olivia Sanabia |
| JD McCrary Shahadi Wright Joseph | "I Just Can't Wait to Be King" (do filme O Rei Leão)                           | Donald Glover                                                         |

## Prêmios
- Prêmio Fenômeno Global: BTS[4]
- Prêmio Herói: Avril Lavigne[5]